# Cybianthus cogolloi
Espèce
Statut de conservation UICN

 VU B1+2c : Vulnérable
Cybianthus cogolloi est une espèce de plantes à fleurs de la famille des Primulaceae.

## Publication originale
- Caldasia 16(3): 262, f. 3. 1991.